# Ebenezer Kinnersley
Ebenezer Kinnersley (Gloucester, 30 novembre 1711 – Filadelfia, 4 luglio 1778) è stato un fisico inglese.
Studioso di elettricità di origine inglese attivo in Nord America. Si occupò di esperienze di elettrostatica, con le quali fece lezioni sperimentali, inventò un termometro elettrico, e dimostrò che l'elettricità può produrre calore.